# Rolf-Hans Müller
Pour les articles homonymes, voir Hans Müller et Müller.
Rolf-Hans Müller (né le 10 avril 1928 à Dresde, mort le 26 décembre 1990 à Baden-Baden) est un chef d'orchestre et compositeur allemand.

## Biographie
Enfant, Rolf-Hans Müller appartient au Dresdner Kreuzchor. Après la guerre, il s'inscrit au conservatoire de Heidelberg et travaille en 1949 pour le Südwestfunk comme pianiste, compositeur et arrangeur.
À l'automne 1958, après le départ de Kurt Edelhagen, il devient le nouveau chef d'orchestre de danse du SWF. Avec cet orchestre, il fait des tournées en Asie et en Amérique. Il est aussi chef d'orchestre pour des émissions de télévision. Il est le chef d'orchestre pour l'Allemagne au concours Eurovision de la chanson 1962. Après la mort de Franz Grothe en 1982, il reprend la direction musicale de l'émission de télévision Zum Blauen Bock. Il met en musique les textes de Heinz Schenk.
Müller compose la musique de films et de séries télévisées, produit des disques de musiques de danse et de jazz d'artistes comme Maynard Ferguson.

## Filmographie
- 1957: Mrs. Cheneys Ende
- 1960: Sie können's mir glauben
- 1960: Terror in der Waage
- 1962–1963: Alle meine Tiere (série)
- 1965: Der Forellenhof (série)
- 1969: Husch, husch ins Körbchen
- 1971: Zu dumm zum ...
- 1969–71: Salto Mortale (série)
- 1973: Die Powenzbande
- 1973: Les Vierges des messes noires
- 1973–75: Tatort (2 épisodes)
- 1977–79: Auf Los geht’s los (émission)
- 1981: L'Âge d'or
- 1987: Moselbrück (série)